# Armatus
Armatus (zm. 477) – siostrzeniec bizantyjskiego cesarza Bazyliskusa i cesarzowej Weryny, żony cesarza Leona I.
Był naczelnym dowódcą wojsk w Tracji. Wraz z Bazyliskusem, Weryną i Illusem wziął udział w spisku przeciwko cesarzowi Zenonowi. Spisek zakończył się sukcesem i w 475 roku Bazyliskus został cesarzem.
1 stycznia 476 roku Armatus wspólnie ze swoim wujem objął konsulat. Wyprawiony później przeciwko Zenonowi, przeszedł na stronę tego ostatniego. Zenon zobowiązał się, że Armatus zostanie dożywotnio naczelnym wodzem sił zbrojnych, a jego syn - Bazyliskus - dożywotnim cezarem.
Jednak w 477 roku Armatus został zamordowany przez Onulfusa na polecenie Zenona. Bazyliskus, dzięki wstawiennictwu cesarzowej Ariadny nie został zabity wraz z ojcem. Pozbawiony tytułu cezara, został wyświęcony na księdza.